# 6025 Naotosato
Naotosato (asteróide 6025) é um asteróide da cintura principal, a 2,8172485 UA. Possui uma excentricidade de 0,0677098 e um período orbital de 1 918,71 dias (5,25 anos).
Naotosato tem uma velocidade orbital média de 17,13388033 km/s e uma inclinação de 8,99951º.
Este asteróide foi descoberto em 30 de Dezembro de 1992 por Takeshi Urata.
O seu nome é uma homenagem ao astrónomo japonês Naoto Sato.